# موسى حساني
العقيد موسى حساني سياسي جزائري انفصالي.
الأمين العام لموظفي جيش التحرير الوطني الجزائري في تونس ، أصبح عضوا في الجمعية التأسيسية و وزيرا للبريد و الاتصالات. طرد من منصبه يوم 25 افريل 1963، دخل في انشقاق في يوليو 1964 وأنشأ مجموعة في شمال قسنطينة، وانضم إلى اللجنة الوطنية للدفاع عن الثورة (الجزائر).في 19 جانفي 1965 وضع نفسه "تحت تصرف السلطة القانونية"  وتخلي عن كل نشاط سياسي.

## المهام
- 1962-1963 عضو الجمعية التأسيسية.
- 1962 - 1963 وزيرا البريد والاتصالات.